# Ornatos Violeta
Ornatos Violeta é uma banda portuguesa de pop rock alternativo, com fusão de algumas outras tendências, incluindo o ska e o jazz.
É originária da cidade do Porto, composta por Manel Cruz na voz, Nuno Prata no baixo, Peixe na guitarra, Kinörm na bateria e Elísio Donas nos teclados. Com apenas dois álbuns publicados, depressa se tornou uma referência na música portuguesa do final dos anos 90, embora o ponto alto da sua carreira corresponda sobretudo aos últimos 3 anos da década. A banda decidiu então separar-se no final de 2000, juntando-se para um concerto único de celebração do seu 10.º aniversário na KEIMAS 2001.

## História
A banda formou-se em 1991, mas só editou um álbum seis anos mais tarde. Durante esse período, os Ornatos participaram em várias colectâneas e ganharam o prémio de originalidade do 7.º Concurso de Música Moderna do Rock Rendez Vous. Existem muitas músicas elaboradas pela banda que não chegaram a ser editadas em disco.
Em 1997 lançaram Cão!, o seu primeiro trabalho — que inclui o tema "Letra S", em dueto com Manuela Azevedo, vocalista dos Clã - um disco onde pela primeira vez se demonstrou a disponibilidade da banda de explorar um som misto, com o estilo específico de escrita de Cruz, para agrado de numerosos novos fãs e da maioria da crítica musical nacional.
No ano seguinte, no contexto da Expo 98, colaboraram na colectânea Tejo Beat (no qual participaram também Boss AC, Blasted Mechanism, Zen e Flood), com o tema "Tempo de Nascer".
O seu álbum O Monstro Precisa de Amigos foi lançado em 1999, demonstrando uma produção mais cuidada e, de forma geral, um estilo menos ativo e mais contido. O álbum produziu os singles Ouvi Dizer, um dueto com Victor Espadinha, e Capitão Romance, com Gordon Gano, vocalista dos aclamados Violent Femmes. Foi ainda neste ano que colaboraram no disco XX Anos XX Bandas, um tributo aos 20 anos dos Xutos & Pontapés, como uma versão do tema Circo de Feras, cuja letra foi expandida.

### Pós-separação
Ainda em 2002, surgiram os Pluto, banda de rock ligeiramente mais tradicional, que inclui Cruz na sua formação, como vocalista e guitarrista secundário, e Peixe como guitarrista principal. Outro projecto de Manel Cruz (voz), surgido no mesmo ano, foram os SuperNada, com um álbum editado apenas em 2012, integrado por mais quatro membros:  Miguel Ramos (baixo), Ruca (guitarra), Eurico Amorim (teclado) e Francisco Fonseca (bateria).
Os temas Capitão Romance e Chaga fizeram parte da banda sonora do filme Rasganço de Raquel Freire.
Em 2006, Nuno Prata lançou o seu primeiro álbum a solo onde participam como convidados, entre outros, os restantes ex-membros dos Ornatos Violeta. Em 2008, Manel Cruz lançou o projecto Foge Foge Bandido com um álbum duplo, O Amor Dá-me Tesão/Não Fui Eu Que Estraguei.
O teclista Elísio Donas veio depois a participar no grupo Per7ume, do qual saiu em Agosto de 2008. A 31 de Maio de 2010 saiu o primeiro álbum de Zelig, banda da qual faz parte o guitarrista Peixe. Morreu em 28 de maio de 2023. O baterista Kinorm esteve envolvido em diversos projetos, com destaque para Mata Tu, Patrón!, Plus Ultra, com Gon, dos ZEN, e O Bom, o Mau e o Azevedo.

### Reedição e Inéditos e Raridades
Em 2011 foi lançada uma caixa com a reedição dos álbuns "Cão" e "Monstro Precisa de Amigos" e edição de um terceiro CD, "Inéditos e Raridades", que incluía temas como "Dez Lamurias por Gole» (editado numa colectânea da revista Ritual de 1995), "Tempo de Nascer" (da colectânea "Tejo Beat" de 1998), "Circo de Feras" (do álbum de homenagem aos Xutos & Pontapés de 1999), "Marta" (lado B de "Ouvi Dizer"). Incluía ainda os inéditos "Como Afundar", "Há-de Encarnar", "Devagar", "Rio de Raiva" e "Pára-me Agora". Os quatro primeiros temas foram recuperados das gravações "O Monstro Precisa de Amigos", enquanto "Pára-me Agora" foi gravado para um terceiro álbum de originais que não chegou a ser gravado.

### Regresso
Em 2012, a 9 de Fevereiro, sensivelmente após uma década de inatividade, a banda anuncia a realização de três concertos, nos Coliseus de Lisboa, Porto e Micaelense (Ponta Delgada), através da sua página Facebook.
Sensivelmente um mês depois, a 7 de Março, foi também noticiada a sua presença no Festival Paredes de Coura 2012.
No final de 2018 anunciaram uma série de concertos em território português em celebração dos 20 anos do álbum O Monstro Precisa de Amigos. Inicialmente, estavam previstos três concertos: NOS Alive, a 11 de Julho; no MEO Marés Vivas, a 20 de Julho; e no Festival F, em Faro, a 6 de Setembro. No entanto, acabariam por se realizar mais cinco concertos: Maré de Agosto, a 23 Agosto, nos Açores; 31 de Outubro e 1 de Novembro no Super Bock Arena, no Porto; e em Lisboa, a 6 de Dezembro no Campo Pequeno e já na madrugada de 1 de Janeiro de 2020, nas comemorações de ano novo no Terreiro do Paço.[carece de fontes?]
Elísio Donas faleceu em maio de 2023, actuando pela última vez com a banda no mesmo mês, na Queima das Fitas do Porto. A banda continuou no activo, e em 2024 celebrou os 25 anos de O Monstro Precisa de Amigos com diversos concertos.

## Membros
Constituída por:
- Manel Cruz (voz)
- Nuno Prata (baixo)
- Peixe (guitarra)
- Kinörm (bateria)
- Elísio Donas (teclado)
- Ricardo (1.º vocalista)

## Discografia
A sua discografia é composta por:

### Álbuns

O Monstro Precisa de Amigos (1999)

- O Monstro Precisa de Amigos (1999)Cão! (1997)[24]
- O Monstro Precisa de Amigos (1999)[25]
- Inéditos e Raridades (2011)[26]

### Participações
- Ritual I - Dez Lamúrias Por Gole
- Musimagazine - Madame Banho
- Freesom 95 - Madame Banho/Gente Em Pó/Tv
- Républica Das Bananas - A Minha Pequena Menina
- Sons De Todas As Cores - Homens De Princípios
- Ritual Video Clips '97 - Punk Moda Funk (vídeo)
- Tejo Beat - Tempo de nascer (1998)
- XX Anos XX Bandas - Circo de feras (1999)